# Filip Rak
Filip Rak (* 3. Februar 2003 in Opole) ist ein polnischer Leichtathlet, der sich auf den Mittelstreckenlauf spezialisiert hat.

## Sportliche Laufbahn
Erste internationale Erfahrungen sammelte Filip Rak im Jahr 2021, als er bei den U20-Europameisterschaften in Tallinn in 3:50,00 min den neunten Platz im 1500-Meter-Lauf belegte. Im Dezember wurde er bei den Crosslauf-Europameisterschaften in Dublin nach 19:19 min 46. im U20-Rennen. Im Jahr darauf gelangte er bei den U20-Weltmeisterschaften in Cali mit 3:44,12 min auf den zehnten Platz über 1500 Meter und bei den Crosslauf-Europameisterschaften 2023 in Brüssel belegte er nach 20:27 min den siebten Platz in der Mixed-Staffel. Im Jahr darauf schied er bei den Europameisterschaften in Rom mit 3:45,21 min im Vorlauf über 1500 Meter aus und anschließend schied er bei den Olympischen Sommerspielen in Paris mit 3:34,53 min in der Hoffnungsrunde aus. Im Dezember belegte sie bei den Crosslauf-Europameisterschaften in Antalya in 18:32 min den sechsten Platz in der Mixed-Staffel. 2025 schied er bei den Halleneuropameisterschaften in Apeldoorn mit 3:41,43 min im Vorlauf über 1500 Meter aus. Ende Juni wurde er bei der 1. Liga der Team-Europameisterschaft in Madrid in 3:40,14 min Dritter hinter dem Portugiesen Isaac Nader und Stefan Nillessen aus den Niederlanden. Anschließend gewann er bei den U23-Europameisterschaften in Bergen in 3:45,42 min die Bronzemedaille hinter Nillessen und dem Franzosen Paul Anselmini.
In den Jahren 2024 und 2025 wurde Rak polnischer Hallenmeister im 1500- und 3000-Meter-Lauf. Zudem wurde er 2024 auch Landesmeister im Crosslauf über die Kurzdistanz.

## Persönliche Bestleistungen
- 800 Meter: 1:45,67 min, 25. Mai 2024 in Tomblaine
- 1000 Meter: 2:17,89 min, 8. September 2024 in Zagreb
- 1500 Meter: 3:32,53 min, 6. Juni 2025 in Rom
  - 1500 Meter (Halle): 3:36,46 min, 16. Februar 2025 in Toruń
- Meile: 3:50,92 min, 20. Juli 2024 in London
  - Meile (Halle): 3:55,57 min, 13. Februar 2025 in Liévin (polnischer Rekord)
  - 3000 Meter (Halle): 7:50,96 min, 23. Februar 2025 in Toruń